# Arzúa
Arzúa – miasto w Hiszpanii, w prowincji A Coruña, we wspólnocie autonomicznej Galicia. Miasto leży na trasie pielgrzymek do Santiago de Compostela. Łączą się tutaj dwa szlaki: Francuska oraz Północna Droga św. Jakuba.

## Zabytki
- kaplica św. Magdaleny z XIV wieku.